# Rockum
Rockum es un sitio web dedicado a la música rock. Se edita desde el año 2002, cuenta con una radio vía streaming que permite dar una mirada más cercana e inmediata a la música rock. Sus entrevistas han sido transcritas a diferentes idiomas en el mundo.

## Historia
Fundado en Lima en abril del 2002, por el que todavía sigue siendo su editor, el crítico musical Gino Alache, el portal se identificó con la música del rock pesado y heavy metal en habla inglesa.

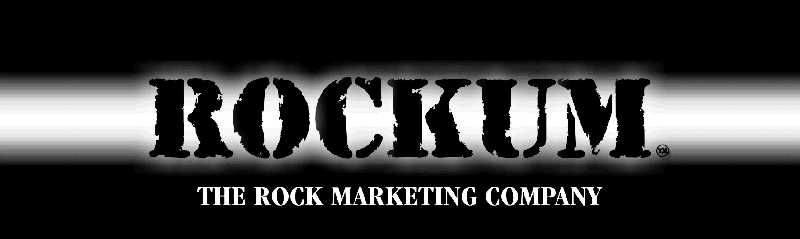
Primer logotipo creado para la Rockum Abril 2002

En marzo del 2003 adquiere su primer dominio de Internet (DNS), el cual sería www.rockumweb.com.
Para finales mayo del 2003 dio sus primeras transmisiones radiales mediante streaming, utilizando una simple fuente auditiva, procesador de audio, repetidor de stream auditivo para transmitir noticias y música para un pequeño grupo de amigos cercano luego en setiembre del 2003, recibe el apoyo financiero de un inversionista desde los Estados Unidos y se fundó Rockum Radio, que es la emisora de radio por Internet de Rockum, situada en Lima-Perú con servidores en Estados Unidos y Europa.
Casi automáticamente Rockum Radio, comenzó a transmitir diferentes programas de países latinos como República Dominicana(Avanzada Metallica), Venezuela(Dragones del Metal), Puerto Rico, Argentina, Chile, Estados Unidos, Portugal entre otros más,.
El temprano impacto popular de Rockum Radio, puede ser atribuido a los principios de tocar música que no estaba siendo pasada en ninguna parte. La personalidad y la buena voluntad de explorar y tomar riesgos condujeron al éxito de Rockum entre el rock pesado tradicional y la nueva escena del rock más potente.
A principios del 2004, aplicó el sistema RSS (siglas de Really Simple Syndication), un formato XML para sindicar o compartir contenido en la web, formato que permite distribuir contenidos sin necesidad de un navegador. Luego dio un paso más pues introdujo la tecnología Podcasting a los usuarios via RSS para poder descargar los programas radiales desde su computadora a cualquier momento sin necesidad de estar suscrito para descargarlos.
Para finales del año 2005, ya tenía la aceptación de muchos sellos discográficos así como de bandas musicales independientes de distintos continentes.
En el año 2006, Rockum Radio comienza sus transmisiones desde la Av Sarmiento al 1200 en Buenos Aires, Argentina, allí se desarrollaron programas como "World Premiere" y "Breaking The Rock".
En diciembre de 2006, adquiere su segundo dominio de Internet(DNS), el cual sería www.rockumradio.com

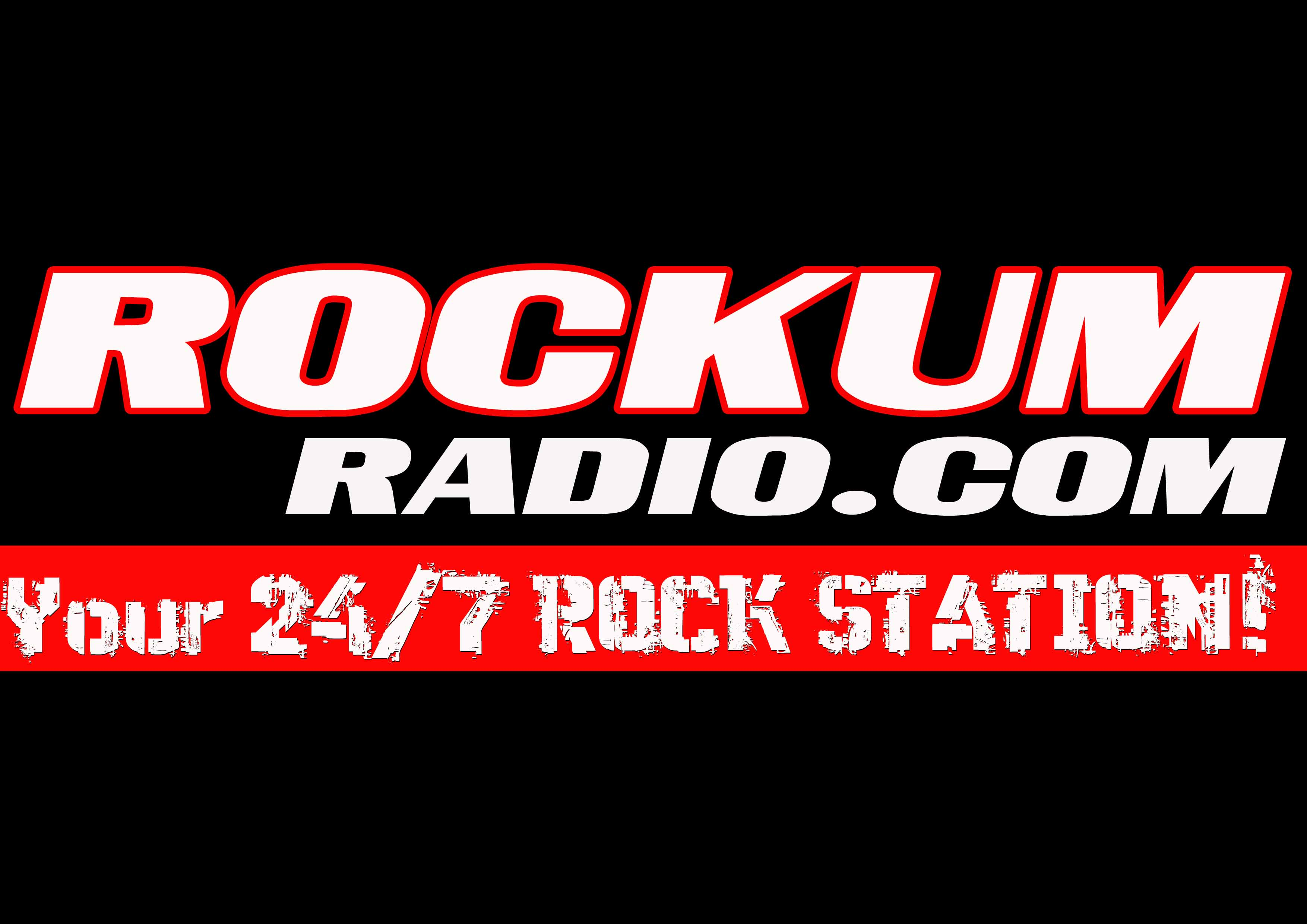
Logotipo de Rockum año 2008

## Lista de invitados
- Testament
- Judas Priest
- Trivium
- Dream Theater
- Aerosmith
- Megadeth
- Anthrax
- Dokken
- Trixter
- Brujería
- Behemoth
- Municipal Waste
- Exodus
- Twisted Sister
- Fear Factory
- At the Gates
- Omen
- Down
- Skid Row
- Stryper
- Whitesnake
- Rotting Christ
- Paul Di'Anno
- Angra
- Hirax
- Himsa
- White lion
- Freddy Alexis
- Cannibal Corpse
- Through the eyes of the dead
- Gorgoroth
- Aborted
- Badhoven
- Psycroptic
- Suffocation
- Krisiun
- Vision Divine
- Napalm Death
- Guns n Roses
- Bleeding Through
- Carajo
- Dark Moor

## Salida del aire
Para el año 2011, ante la posible aprobación de la Ley SOPA (Stop Online Piracy Act) o Ley H.R. 3261 promovidas por la
Cámara de Representantes de los Estados Unidos, la Recording Industry Association of America (R.I.A.A) y Motion Picture
Association of America (MPAA), los servidores streaming en el mundo, tomaron algunas medidas preventivas a efecto de evitar las multas y penas de cárcel, llevándolos a congelar los archivos musicales de la radio, para luego salirse del mercado, dejando a Rockum Radio sin un proveedor de via streaming.
Esta situación debilito la frecuencia radial de 24 horas al día y conllevo hasta la cancelación total de la frecuencia. Los contenidos del sitio web se salvaron gracias a la ayuda Google y Yahoo!. Luego de eso, el Congreso de los Estados Unidos, congelo el proyecto de ley hasta conseguir mayor consenso que permita definir sus repercusiones en Internet.
En un comunicado, la Casa Blanca sostuvo que el gobierno de Barack Obama no apoyará una legislación que reduzca la libertad de expresión, pero el daño ya estaba hecho.

## Regreso

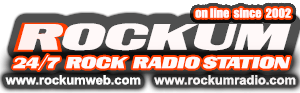
Logotipo del retorno de Rockum año 2013

Rockum, comenzó un trabajo de más de un año y medio en silencio, volviendo a crear nuevamente todo un sitio web interactivo. dinámico, utilizando tecnología para plataformas móviles y pantallas táctiles. El proceso de volver a incluir y actualizar los miles de contenidos desde el año 2002, fue minucioso al detalle. Rockum Radio volvió a ser construida bajo un nuevo concepto. donde se reinventó a sí misma, tomando nuevas posiciones en cuestiones musicales incluyendo más géneros como el rock clásico de los finales de los 60, 70 y los años 80, así como también el rock pesado en español.
En noviembre del 2013, volvió nuevamente a actualizar contenidos, Rockum Radio comenzó a transmitir completamente renovada., ilimitada, las 24 horas del día con una mejor plataforma, inaugurándose las nuevas redes sociales.